# Luminale
Luminale é um festival de cultura que acontece a cada dois anos desde 2000, em Frankfurt am Main, na Alemanha.

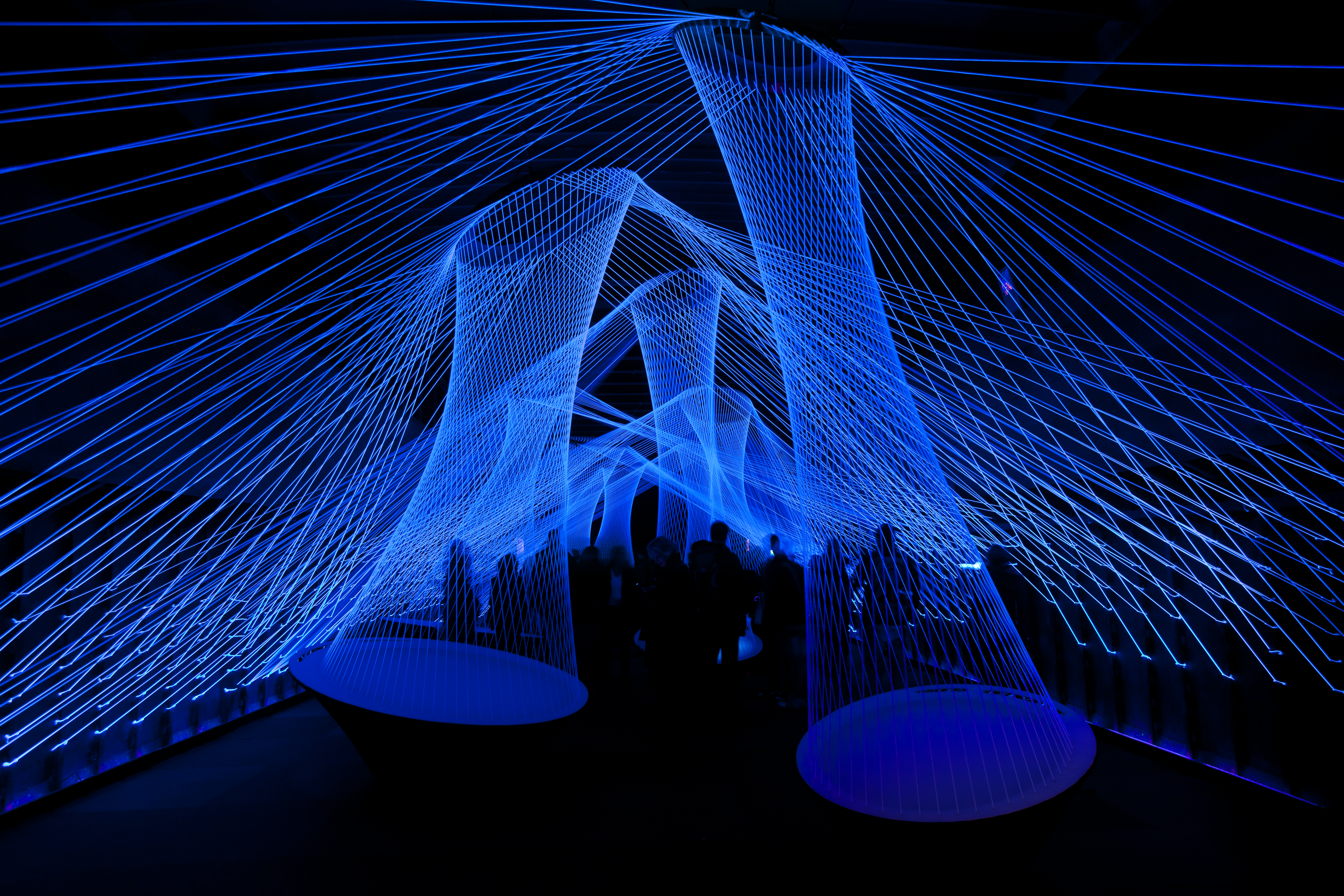
Resonate

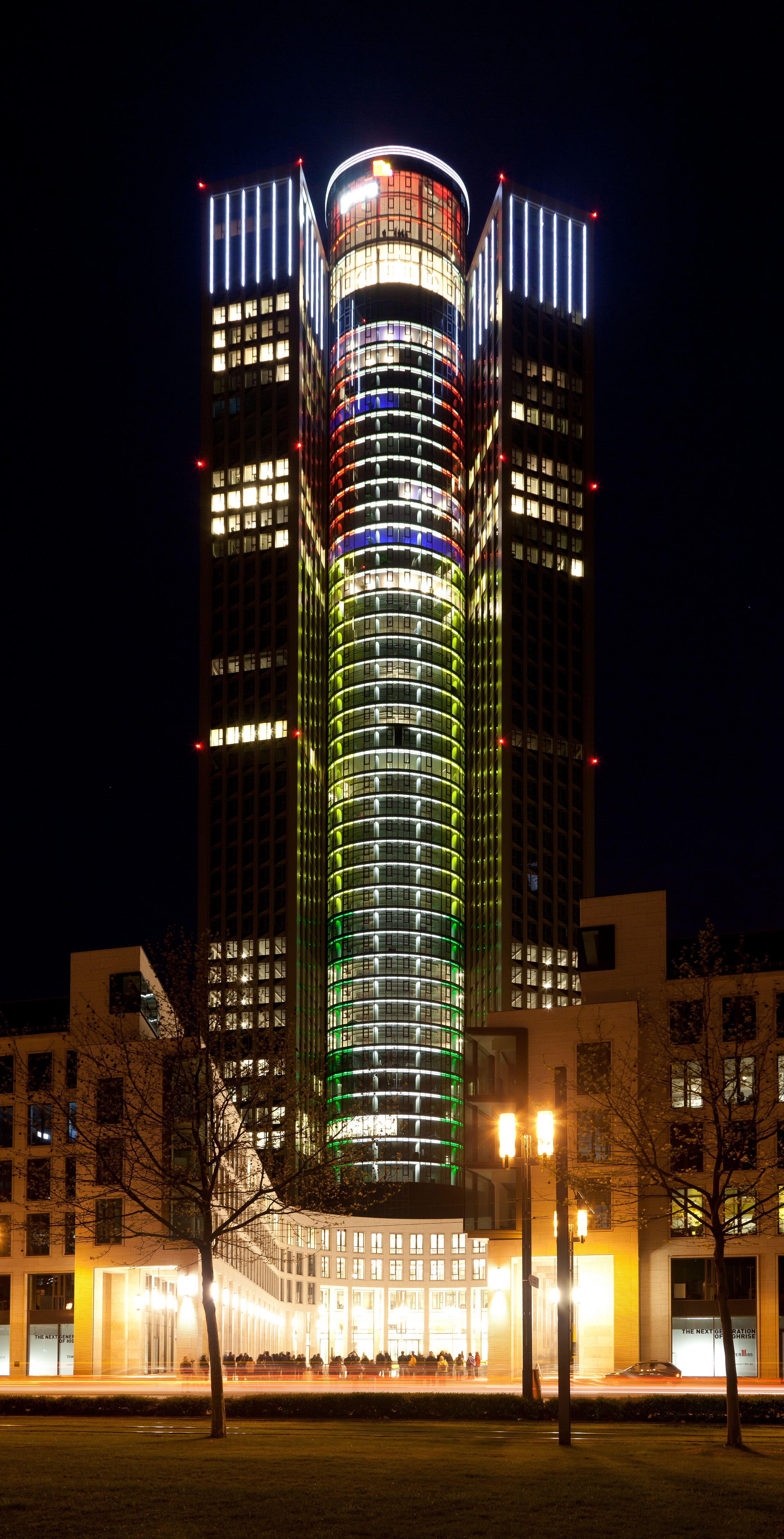